# Anochetus cato
Anochetus cato är en myrart som beskrevs av Auguste-Henri Forel 1901. Anochetus cato ingår i släktet Anochetus och familjen myror. Inga underarter finns listade i Catalogue of Life.

## Bildgalleri

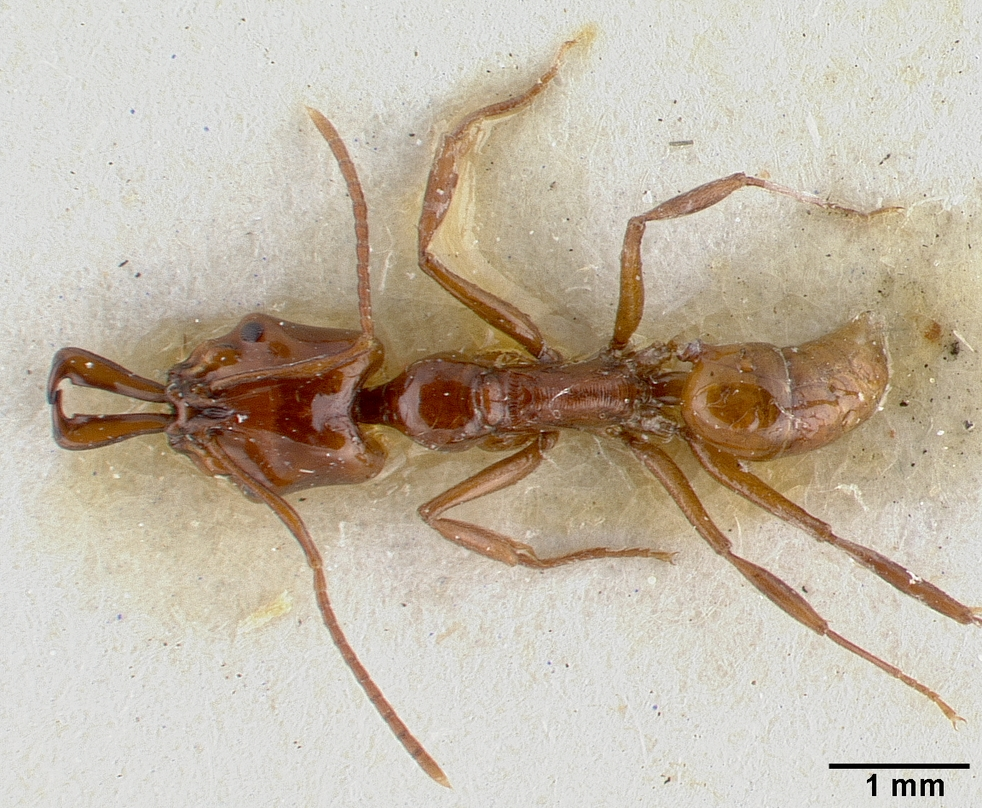
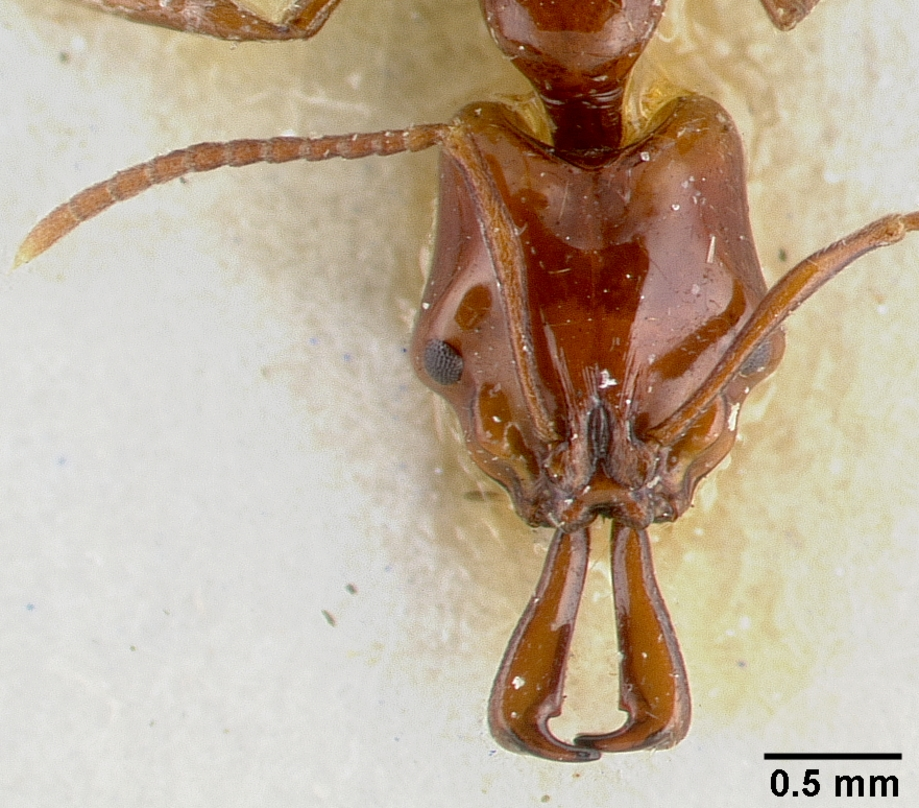
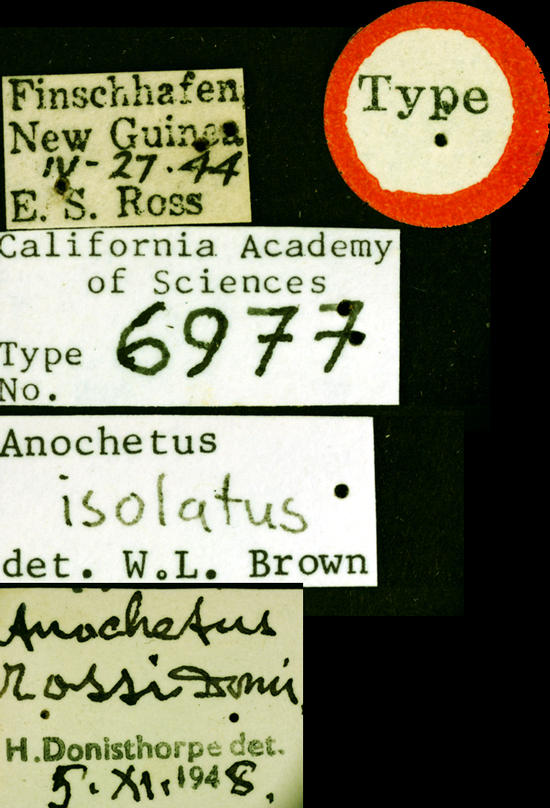
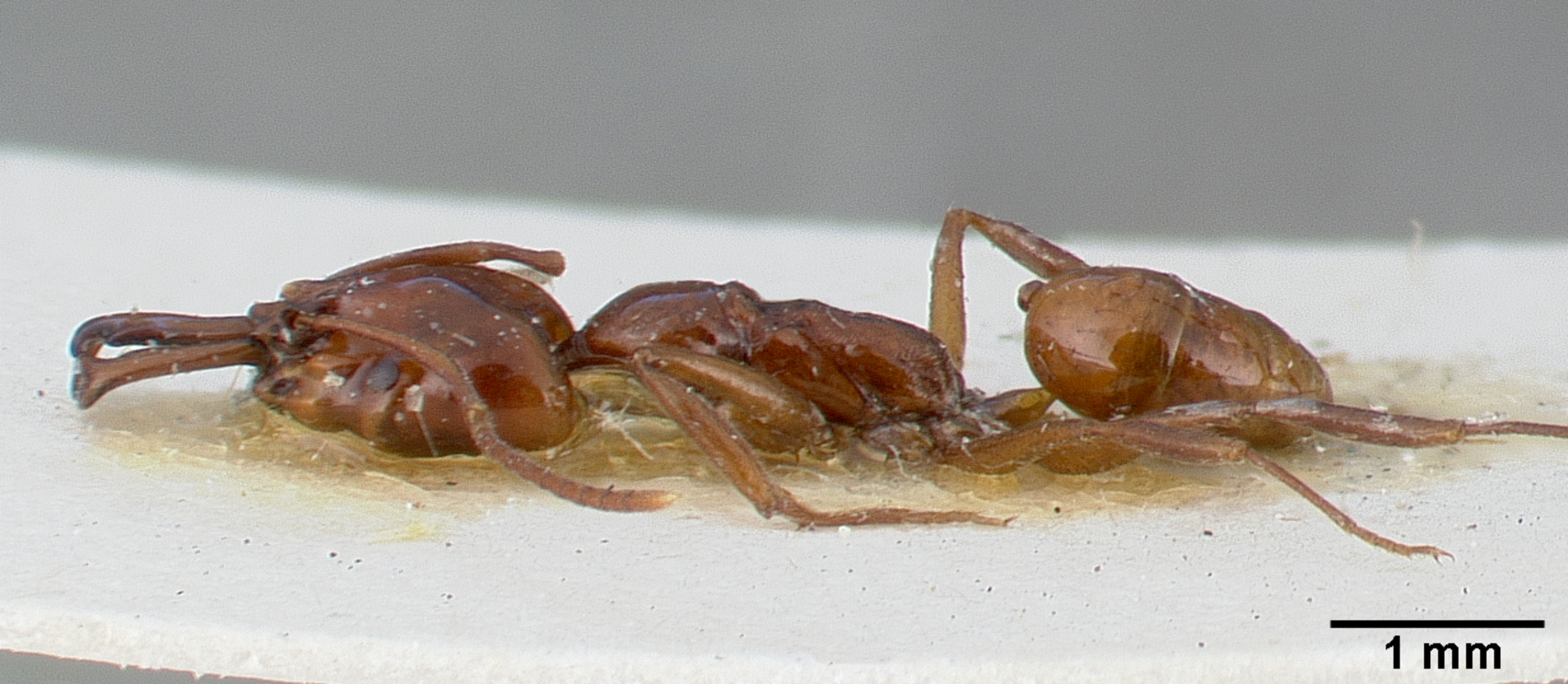
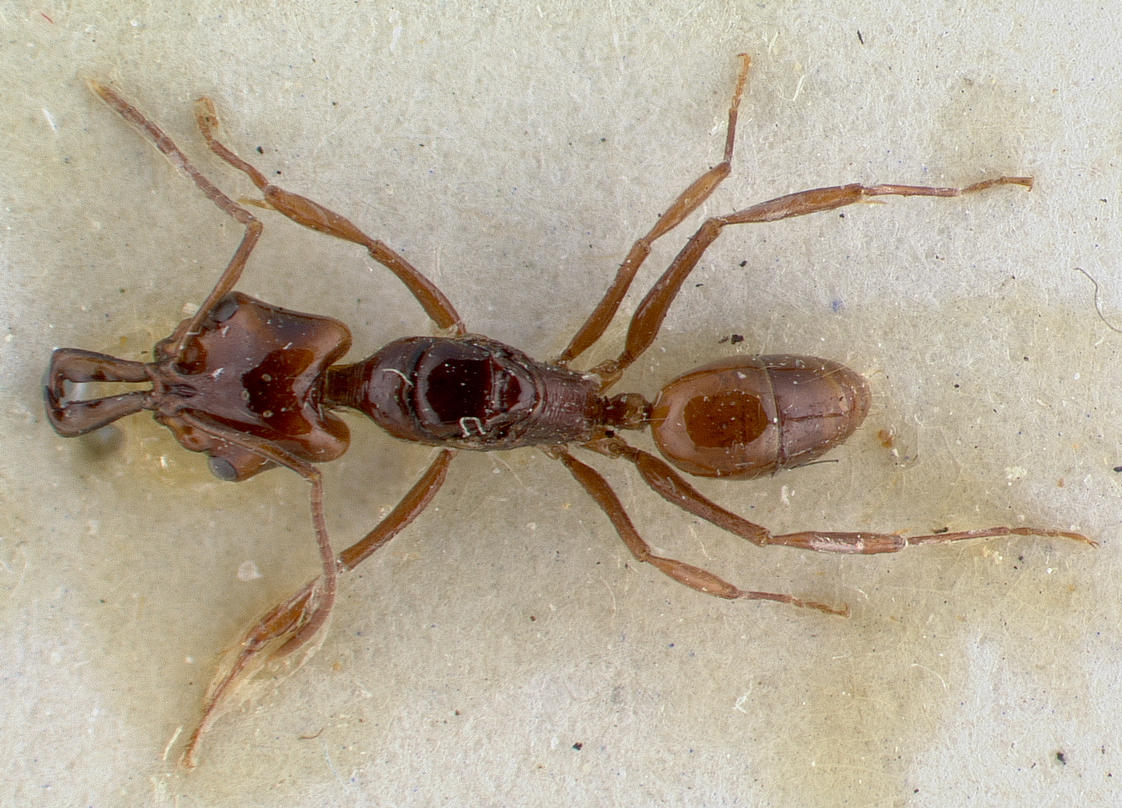
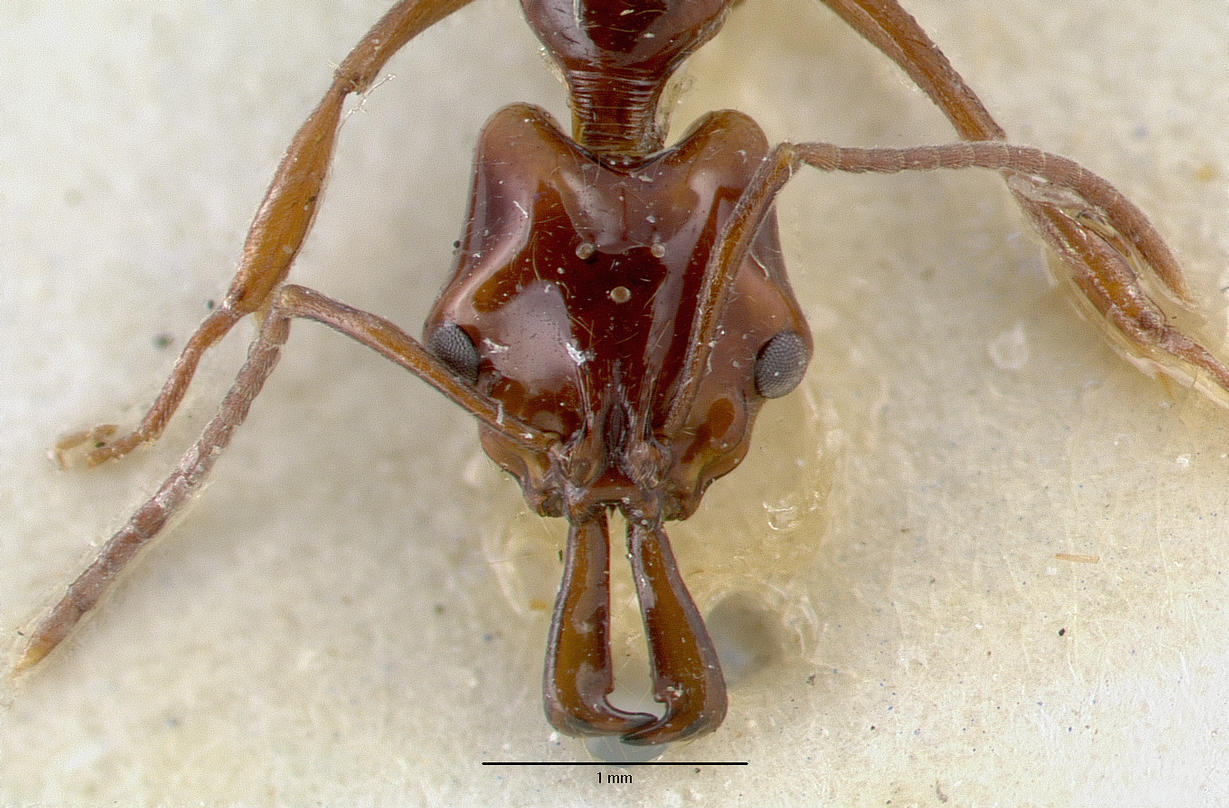